# Bonitur
Bonitur (Bonitierung) ist die fachgerechte, qualitative Beurteilung landwirtschaftlicher Betrachtungsobjekte. Die Tätigkeit wird als „bonitieren“ bezeichnet. Ursprünglich war die Bonitur, analog zur Inventur, eine fachkundige Beurteilung der Qualität, beispielsweise von Wolle und Wollstoffen. Der Begriff wird heute nur noch im landwirtschaftlichen Zusammenhang verwendet, beispielsweise zur Erhebung von Pflanzenmerkmalen oder landwirtschaftlich genutzten Böden.

## Bonitur von Pflanzen
Die Bonitur von Pflanzen umfasst alle Beobachtungen und Arbeiten am Phänotyp einer Pflanze, wie z. B. das Messen von Blattlängen oder das Zählen von auf der Pflanze lebenden Insekten.
Bonituren werden für Feststellung der Schädigung der Pflanzen durch den Befall von Schädlingen oder Krankheiten erhoben. Sie ermöglichen die Festlegung von Schutz- und Pflegemaßnahmen, beispielsweise den Einsatz von Dünger.

## Bonitur von Böden
Die Bonitur von Böden erhebt wirtschaftliche relevante Faktoren der Böden unter Berücksichtigung der einwirkenden Umwelteinflüsse wie Klima und Wasser und beurteilt die Böden in Bodenzahlen von 1 bis 100.

## Sonstige Verwendung des Begriffs
Auch in anderen Bereichen wird der Begriff Bonitur verwendet, beispielsweise die Bonitur von Honig, Milch oder Käse.